# Segimon Pey i Ordeix
Segimon Pey i Ordeix (Sant Vicenç de Torelló, Osona, 1867 - Barcelona, setembre de 1935), fou un prevere secularitzat i escriptor català en llengua castellana.
Inicià els seus estudis de seminarista al Seminari de Vic, però els acabà al Seminari d'El Burgo de Osma, a la provincia de la Sòria. En aquell mateix seminari fou majordom i secretari d'estudis. Durant la seva etapa de seminarista, tant a Vic com a El Burgo de Osma, fundà diverses revistes, al mateix temps que tenia una intensa activitat com a publicista. En ambdós àmbits tingué sempre un to d'un fort integrisme religiós exaltat.
El 1893 s'ordenà a Sòria com a sacerdot, i després d'exercí diversos càrrecs civils a la diputació provincial i a l'ajuntament de Sòria, el 1897 fundà el setmanari tradicionalista-integrista El Urbión, que a partir de 1899 continuà a Barcelona, on Pey s'hi trasllada. A la ciutat inicià campanyes de caràcter integrista contra la jerarquia eclesiàstica catalana, contra la jerarquia constitucional que acusava de liberal, i també contra els jesuïtes. Per tot plegat, el 1900 el bisbe de Barcelona, Josep Morgades i Gili, prohibeix El Urbión així com l'Asociación Sacerdotal en Defensa de la Disciplina, que havia fundat el mateix Pey. En resposta, Pey i Ordeix publicà nombrosos escrits injuriosos contra la jerarquia eclesiàstica, entre els quals cal esmentar Los errores del Cardenal Casañas en el edicto de condenación de El Urbión (1900) i El Cisma en España (1901), contra el bisbe de Mallorca, Pere Joan Campins i Barceló, i el seu vicari general, Antoni M. Alcover.
El 1902 la congregació del Sant Ofici excomunicà Pey i Ordeix com a rebel a l’autoritat eclesiàstica i públic i notori cismàtic i heretge. No obstant això, i gràcies a la intervenció del monjo agustí Manuel F. Miguélez, el decret d'excomunió no s'arribà a publicar mai. Així, el juliol de 1903 Pey i Ordeix es va retractar públicament de tots els seus errors però al mateix temps reprovava tot allò que l'Església pogués condemnar de tot el que havia escrit fins aleshores. Posteriorment, i seguint les indicacions del cardenal Salvador Casañas i Pagès, el novembre del mateix any 1903 es reclogué durant uns mesos a Montserrat, fins que l'agost del 1904 demanà a Casañas que l'exonerés del ministeri sacerdotal, demanda que se li concedí aquell mateix mes.
Ja securalitzat, el 1905 Pey viatja a Paris, on entrà en contacte amb pensadors modernistes religiosos com Loyson, Schell i Stefano. Durant el seu periple per França també intenta contactar infructuosament amb Miguel de Unamuno, que es desentén del seu pensament. També fou en aquells anys que gestionà amb la Santa Seu la dispensa del celibat eclesiàstic, cosa que no arribà mai a aconseguir.
El mes de gener 1911 es casà civilment a Portvendres amb Manuela Casado, amb qui tingué dos fills: Víctor Pey Casado i Diana Pey Casado.